# Dom von Volterra

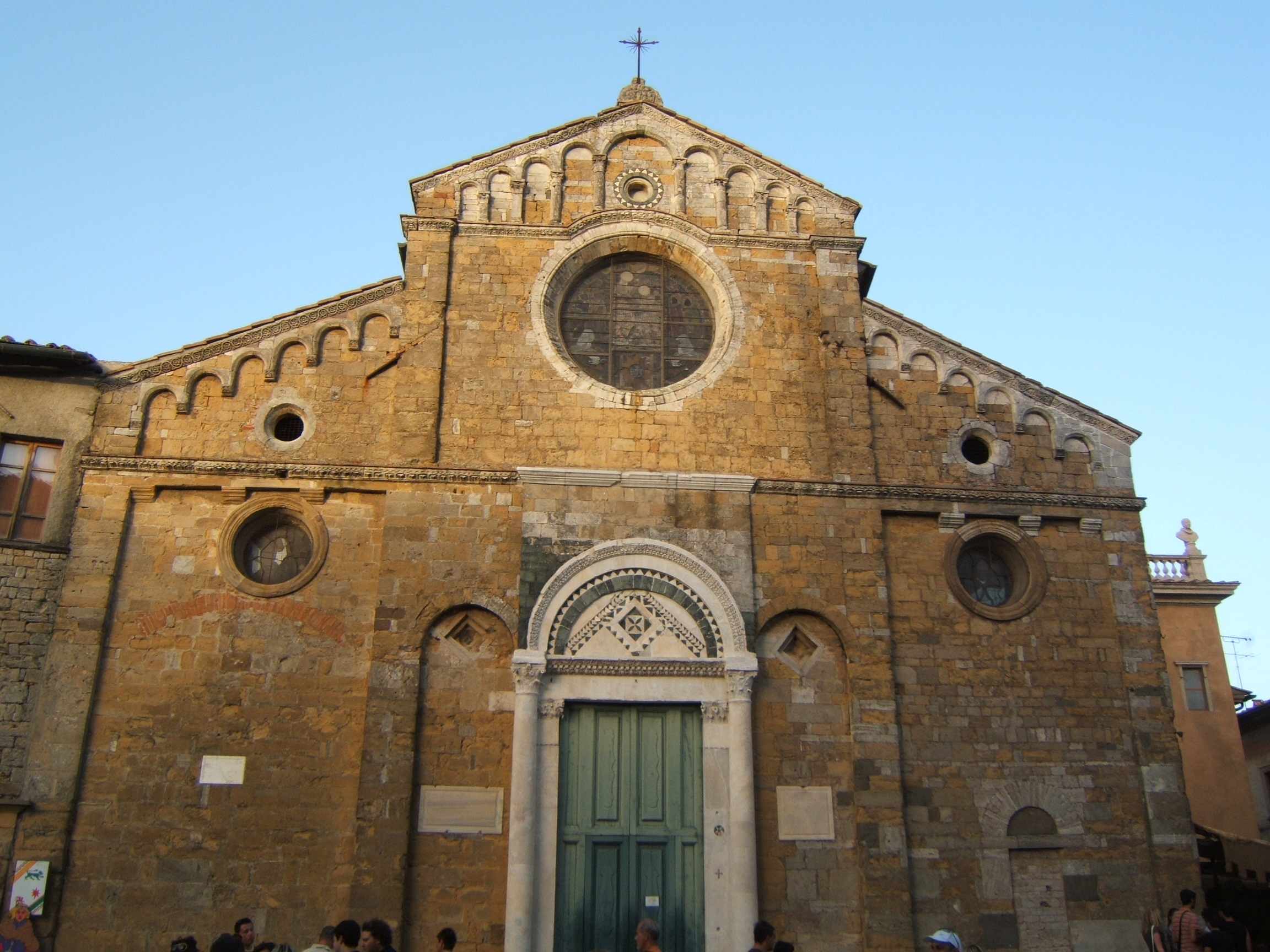
Dom von Volterra

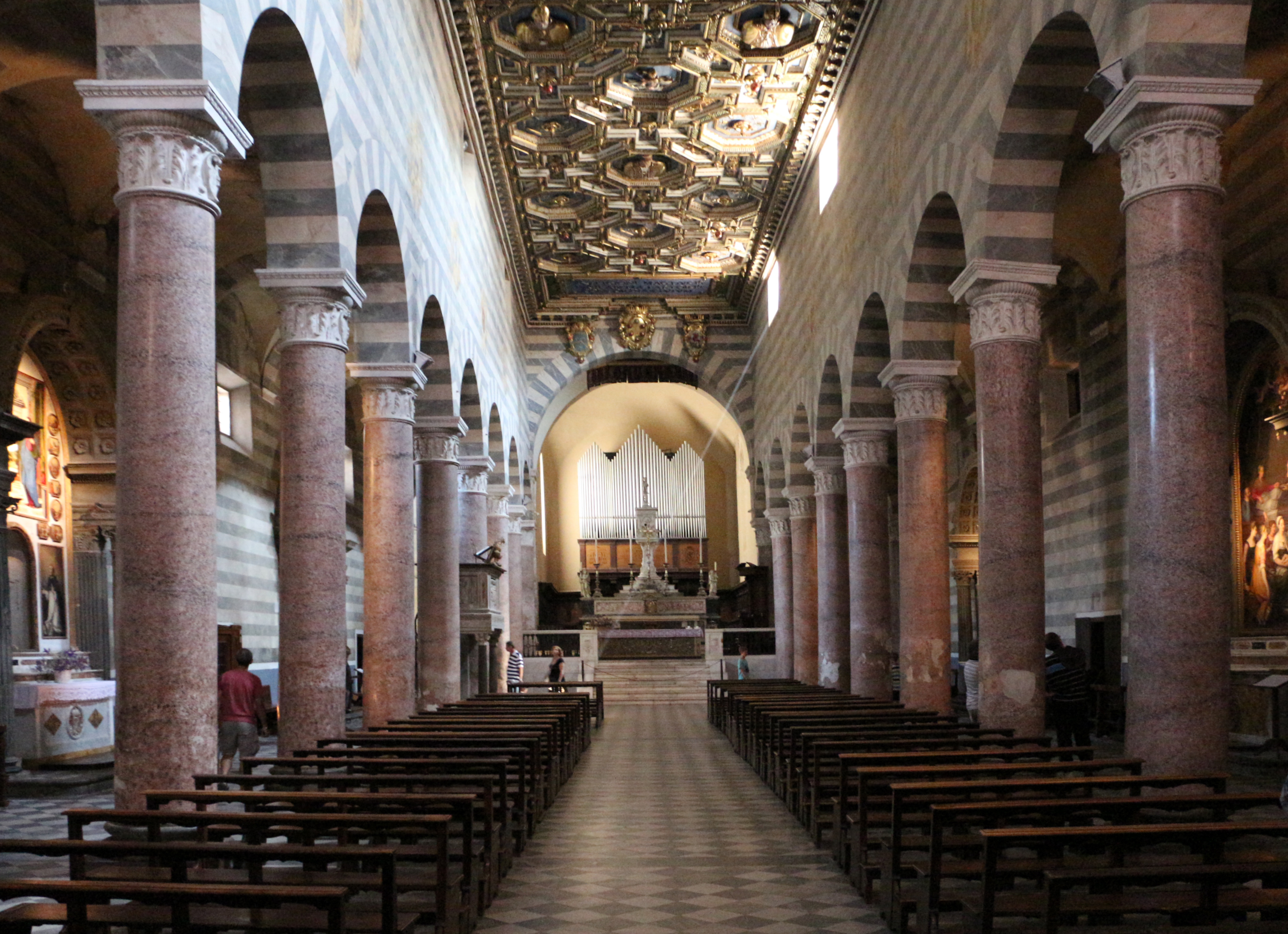
Innenraum

Der Dom von Volterra oder die Kathedrale Mariä Himmelfahrt (italienisch Cattedrale di Santa Maria Assunta) ist eine Kirche in der toskanischen Stadt Volterra. Die Kathedrale des Bistums Volterra wurde zu Beginn des 12. Jahrhunderts im Stil der Romanik erbaut. Sie führt das Patrozinium Mariä Aufnahme in den Himmel und trägt den Titel einer Basilica minor.

## Geschichte
Ab dem 9. Jahrhundert ist eine Marienkirche in Volterra belegt, die beim Erdbeben von 1117 zerstört wurde. An ihrer Stelle wurde anschließend der heutige Dom errichtet, der 1120 durch Papst Calixtus II. geweiht und in der zweiten Hälfte des 13. Jahrhunderts erweitert wurde. Die markante Fassade ist durch viereckige, lombardische Pilaster in drei Körper unterteilt. Das Marmorportal ist aus wiederverwendeten Materialien des römischen Theaters von Vallebuona hergestellt. Die Ausstattung stammt aus den folgenden Jahrhunderten, der Innenraum wurde bis ins 19. Jahrhundert umgestaltet. Im November 1957 erhob Papst Pius XII. den Dom in den Rang einer Basilika minor.

## Innenraum
Das Innere der Basilika hat zwar die Struktur und den Grundriss in Form eines dreischiffigen lateinischen Kreuzes beibehalten, wurde aber im Stil der Spätrenaissance  umgestaltet. Der Raum wird durch zweiundzwanzig Säulen geteilt, die seit der Restaurierung 1842–1843 mit Stuck versehen sind, der rosa Granit imitiert, während die weißen Stuckkapitelle aus dem 16. Jahrhundert in Gold eingefasst sind und von Leonardo Ricciarelli stammen. Die weiß und grau gestrichenen Wände des Chors und der Fußboden sind ebenfalls das Ergebnis einer Restaurierung aus dem 19. Jahrhundert. Das Mittelschiff und das Querschiff werden von einer grandiosen Kassettendecke bedeckt, einer wunderbaren Reihe von geometrischen, dekorativen und floralen Elementen, Heiligenfiguren, zwei großen Ovalen der Himmelfahrt und des Heiligen Geistes, die von Francesco Capriani entworfen, von Jacopo Paolini geschnitzt und von Fulvio Tucci zwischen 1580 und 1584 vergoldet wurden. Auf der Linie der Kirchenschiffe befinden sich sechs Kapellen, die Werke von Malern der zweiten Hälfte des 16. Jahrhunderts beherbergen.
Die Szenen zeigen im rechten Seitenschiff die Widmung der Stadt an die Jungfrau Maria durch Pieter de Witte (1578), die Geburt der Jungfrau Maria durch Francesco Curradi und die Darstellung Mariens im Tempel durch Giovan Battista Naldini. Im linken Seitenschiff sind das Martyrium des Heiligen Sebastian durch Francesco Cungi (1587), die Verkündigung durch Fra Bartolomeo Della Porta (1497) und die Unbefleckte Empfängnis durch Niccolò Circignani zu sehen.
Im Jahr 1584 wurde die Kanzel mit Teilen der Einrichtung aus dem 12. Jahrhundert wieder zusammengesetzt, die dem pisanischen Bildhauer Buonamico Buffalmacco zurückgeordnet wird. Der Hochaltar beherbergt das elegante Ziborium von Mino da Fiesole (1471). An den Seiten, über zwei verdrehten Säulen aus dem zwölften Jahrhundert, befinden sich zwei Engel. Dahinter befindet sich der Chor, dessen Gestühl im gotischen Stil von sienesischen Handwerkern Ende des 14. Jahrhunderts angefertigt wurde.
Nahe der Rückwand der Apsis befindet sich die Tamburini-Orgel opus 159, die 1934 gebaut wurde und in ihrer ursprünglichen Klangcharakteristik erhalten ist. Elektrisch übertragen, verfügt es über 21 Register, die auf zwei Manuale und Pedal verteilt sind.

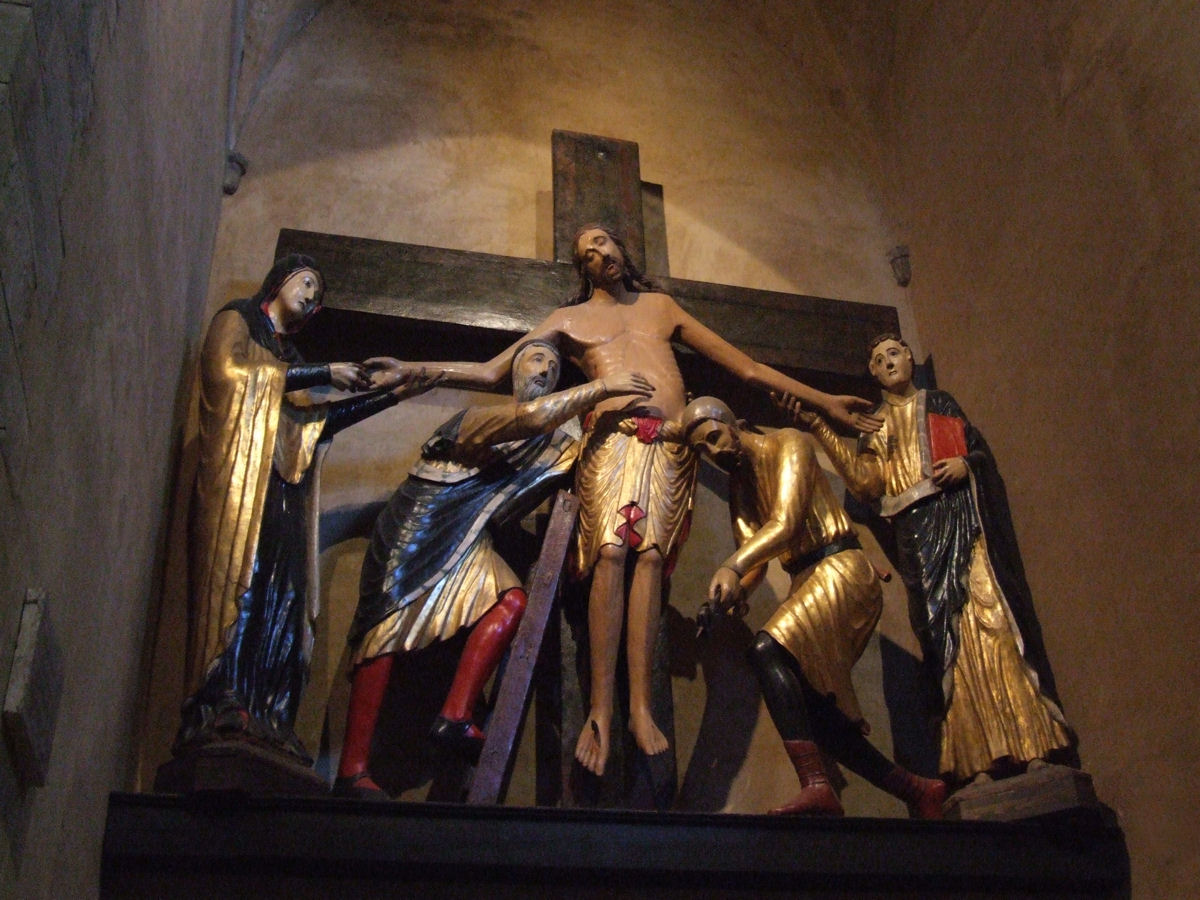
Kreuzabnahme

In der Mitte des Gewölbes ist der Ewige Vater dargestellt, ein Fragment eines Gemäldezyklus von Niccolò Circignani mit Geschichten aus dem Leben der Jungfrau Maria. Rechts vom Altar bewahrt die erste Kapelle die Reliquien des Heiligen Ottaviano auf, die in einem von Raffaello di Andrea Cioli da Settignano geschaffenen Marmorsarkophag aufbewahrt werden. Die Kapelle nebenan beherbergt die Holzgruppe der Kreuzabnahme (1228), ein Meisterwerk der romanischen Holzschnitzerei.
Links ist die Kapelle, in der die Überreste von Sant’Ugo, Bischof von Volterra im 12. Jahrhundert, aufbewahrt werden. Als Nächstes die Kapelle der Madonna del Barbialla oder der Kleriker, eine Holzskulptur von Francesco di Valdambrino (Anfang des 15. Jahrhunderts). Neben der rechten Seite des Querschiffs befindet sich die Sakramentskapelle, die mit Stuck von Leonardo Ricciarelli und Gemälden von Santi di Tito, Giovanni Balducci und Agostino Veracini verziert ist, während sich auf der linken Seite des Querschiffs die dem Heiligen Paulus gewidmete Kapelle befindet, die mit kostbarem Marmor verziert ist und für deren Gestaltung Gherardo Silvani, Giovanni Caccini, Giovanni da San Giovanni, Domenichino, Matteo Rosselli und Francesco Curradi genannt werden.

## Außenkapellen und Glockenturm
Zum Domkomplex gehört auch die Kapelle der Schmerzensmutter, in der zwei Gruppen von bemalten Terrakotta-Statuen aufbewahrt werden, die Andrea della Robbia zugeschrieben werden: die Krippe mit dem Fresko Zug der Heiligen Drei Könige von Benozzo Gozzoli und die Anbetung der Heiligen Drei Könige. In der angrenzenden Kapelle, die dem heiligsten Namen Jesu gewidmet ist, befindet sich ein reiches Silberreliquiar mit einer Tafel mit dem Monogramm Christi, das vermutlich von St. Bernardino da Siena gemalt wurde.
Auf der Linie der Fassade, die von der Kathedrale durch die Kapelle der Schmerzensmutter getrennt ist, steht der rechteckige Glockenturm mit zwölf Doppelbogenfenstern und vier Oculi; er wurde 1493 errichtet, um den vom Verfall bedrohten Vorgänger zu ersetzen.